# Ángeles Isac
Ángeles Isac García, née le 12 février 1962, est une femme politique espagnole membre du Parti populaire (PP).
Elle est élue députée de la circonscription de Jaén lors des élections générales de décembre 2015.

## Biographie

### Profession
Elle est cheffe d'entreprise et technicienne spécialisée en chimie.

### Activités politiques
Elle est présidente de la branche populaire de Linares, conseillère municipale et porte-parole populaire à la mairie de Linares. Elle est en plus députée provinciale de Jaén ainsi que députée au Parlement d'Andalousie de 2008 à 2015.
Le 20 décembre 2015, elle est élue députée pour Jaén au Congrès des députés. Elle renonce à son siège le 9 février 2017 pour se consacrer pleinement à la préparation des élections municipales de 2019 à Linares. Elle devient alors porte-parole populaire à la Députation provinciale de Jaén. Elle est remplacée par María Torres Tejada.